# Грассалкович, Антал

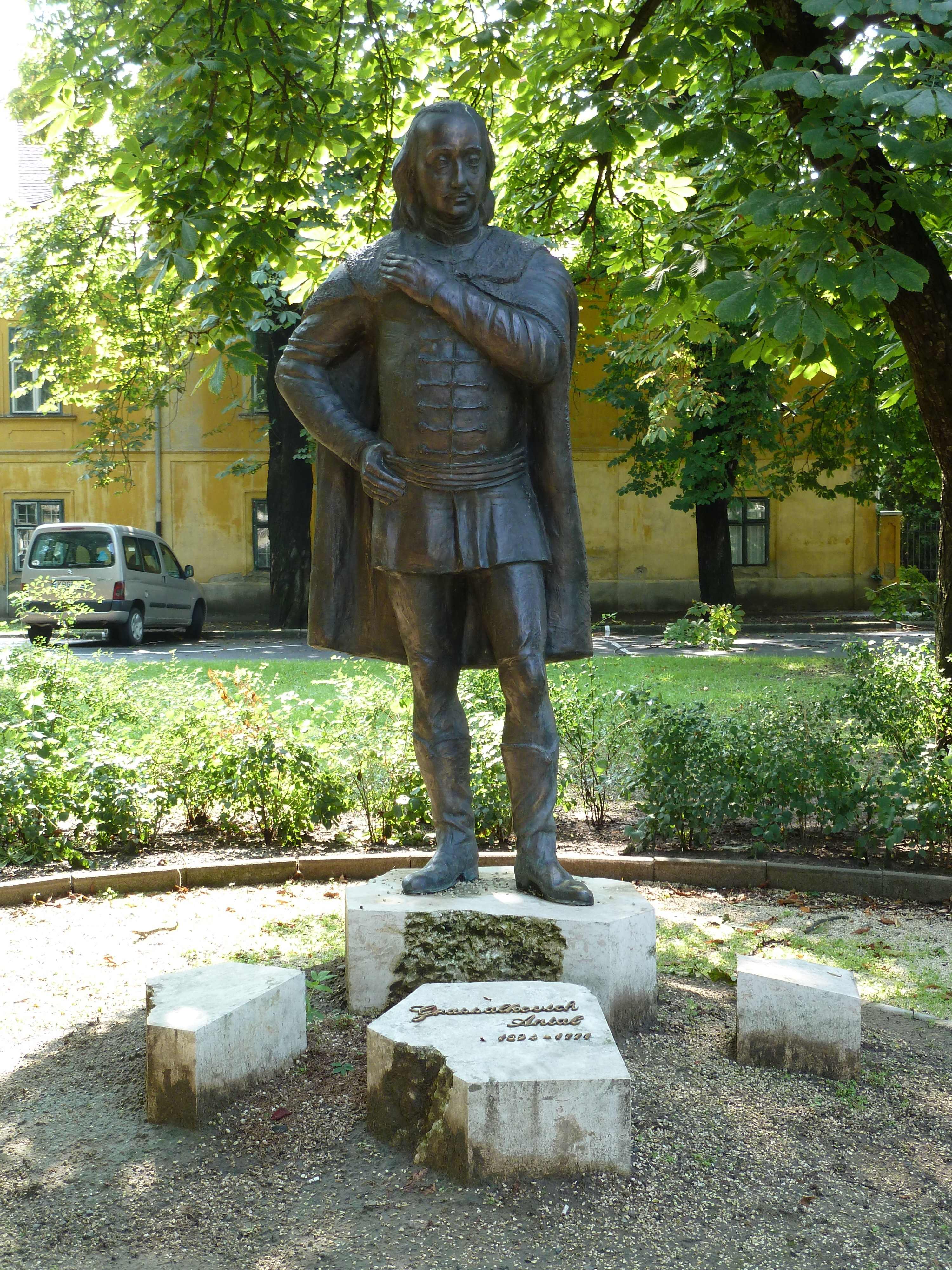
Памятник А. Грассалковичу в г. Хатван

Граф Антал (Антон) Грассалкович I (венг. Antal Grassalkovich I, словен. Anton I. Grasalkovič; 6 марта 1694, Моймировце, Королевство Венгрия (ныне Словакия) — 1 декабря 1771, Гёдёллё, Королевство Венгрия) — венгерский дворянин, политик и государственный деятель Венгерского королевства, Председатель Королевской судебной палаты Венгрии, имперско-королевский действительный тайный советник.

## Биография
Родился в семье скромного достатка земана, выходца из Хорватии. Учился у пиаристов. Женился на дочери видного административного чиновника Адама Ланга Антала. Служил королевским прокурором (Causarum Regalium Director) с 1720 года, позже — генеральным адвокатом (Personalis) в 1731 году. В 1732 году получил титул барона.
Высокопоставленный венгерский сановник, служил Председателем Королевской судебной палаты Королевства Венгрии (в 1731—1748), коронным гвардейцем (телохранителем, с 1751), советником австрийской императрицы Марии Терезии, хранителем венгерской королевской короны, главным королевским конюшим, был жупаном Новоградской и Арадской жупы.

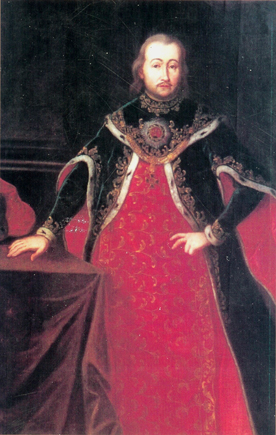
Портрет А. Грассалковича

Грассалкович приобрёл огромные поместья между Дунаем и Тисой, в том числе, возле Пешта, ныне часть Будапешта. В XVIII веке ему принадлежали города Гёдёллё и Хатван.
В Гёдёллё построил величественный дворец. Строительство дворца началось в 1733 году по проекту архитектора А. Майерхоффера, строительство и отделка внутренних интерьеров продолжалось более 25 лет, вплоть до 1760 года. Дворец стал одним из шедевров венгерского барокко и образцом для архитектурного подражания. Вокруг дворца был разбит громадный парк. Параллельно возводились и дома колонистов, которые заселяли переселенцы, в основном, из католических земель Германии.
После завершения строительства императрица Мария Терезия посетила Гёдёллё, ей был оказан роскошнейший приём. В 1763 году Гёдёллё получил право на проведение ярмарок.

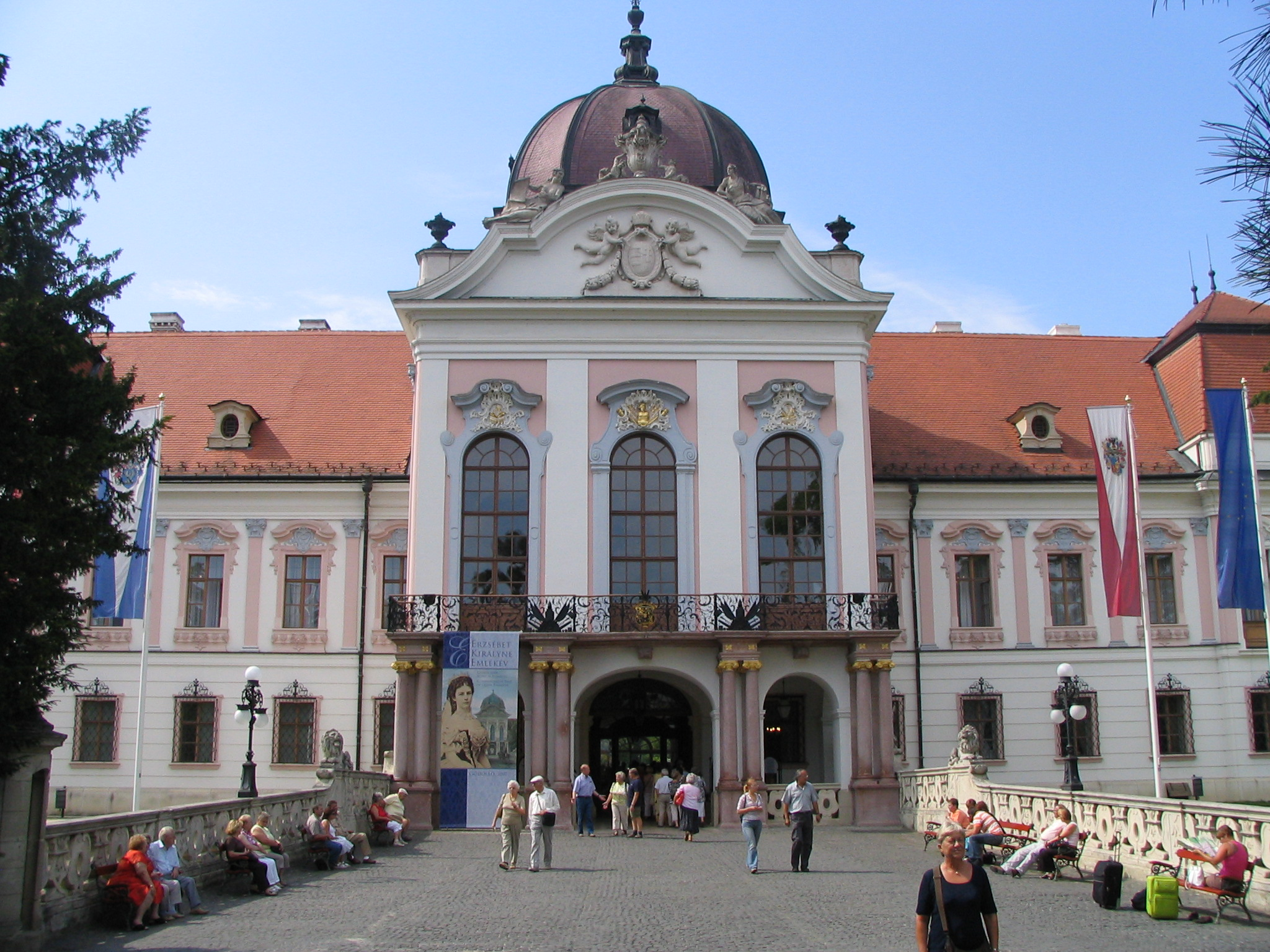
Главный фасад дворца

В 1841 году линия князей Грассалковичей пресеклась, в 1867 году дворец перешёл императору Францу-Иосифу и его жене Елизавете «в качестве коронационного подарка от венгерского народа».
Его именем назван Дворец Грассалковичей в Братиславе.